# Petre Daea
Petre Daea (* 2. November 1949 in Sisești, Kreis Mehedinți) ist ein rumänischer Agraringenieur und Politiker der Partidul Social Democrat (PSD), der Mitglied des Senats und der Abgeordnetenkammer sowie mehrmals Minister für Landwirtschaft und ländliche Entwicklung war.

## Leben
Petre Daea begann nach dem Schulbesuch ein Studium der Agrarwissenschaften an der West-Universität Temeswar, welches er 1973 als Agraringenieur beendete. Im Anschluss war er zwischen 1973 und 1980 nacheinander Trainee-Ingenieur, Betriebsleiter sowie Chefingenieur der Landwirtschaftlichen Produktionsgenossenschaft CAP (Cooperativă Agricolă de Producție) in Sisești sowie anschließend von 1980 bis 1986 Chefingenieur beim Staatlichen und Genossenschaftlichen Einheitlichen Agrarindustrierat CUASC (Consiliul Unic Agroindustrial de Stat și Cooperatist) in Broșteni. Dazwischen absolvierte er von 1982 bis 1983 ein postgraduales Studium am Institut für die Ausbildung von Führungskräften in Wirtschaft und Verwaltung und erwarb dort einen Doktor der Agrarwissenschaften ( Institutul de Pregatire a Cadrelor de Conducere din Economie si Administratie). 1986 war er kurzzeitig Direktor der Generaldirektion für Landwirtschaft (DGAIA) im Kreis Mehedinti und zwischen 1987 und 1989 stellvertretender Leiter der Abteilung Agrarangelegenheiten im Kreis Mehedinti. Nachdem er von 1989 bis 1996 Ingenieur an der Produktionsforschungsstation Pomicola war, fungierte er zwischen 1996 und 1997 erstmals als Generaldirektor der DGAIA im Kreis Mehedinti. Er war von 1997 bis 2000 Chef der Serviceabteilung und daraufhin zwischen 2001 und 2002 erneut Generaldirektor der DGAIA im Kreis Mehedinti.
Daea war von 1970 bis 1989 Mitglied der Partidul Comunist Român (PCR), zwischen 1989 und 1992 Mitglied der Frontul Salvării Naționale (FSN) beziehungsweise deren Nachfolgeorganisationen FDSN und PDSR. 2001 trat er der Partidul Social Democrat (PSD) als Mitglied bei und gehörte dieser bis 2021 an. Er fungierte zwischen März 2002 und Juli 2004 als Staatssekretär im Ministerium für Landwirtschaft, Ernährung und Forsten. Im Kabinett Năstase übernahm er am 14. Juli 2004 von Ilie Sârbu das Amt als Minister für Landwirtschaft, Wälder und ländliche Entwicklung (Ministrul agriculturii, pădurilor şi dezvoltării rurale) und bekleidete dieses bis zum 28. Dezember 2004.
Bei der Parlamentswahl am 28. November 2004 wurde Daea für die PSD im Wahlkreis „Nr. 27 Mehedinți“ erstmals zum Mitglied des Senats (Senatul) gewählt und gehörte diesem nach seiner Wiederwahl bei der Parlamentswahl am 30. November 2008 bis zum 18. Dezember 2012 an. Während seiner Senatszugehörigkeit fungierte er vom 19. Dezember bis zum 18. Dezember 2012 als Vorsitzender des Ausschusses für Land- und Forstwirtschaft und ländliche Entwicklung (Comisia pentru agricultură, silvicultură şi dezvoltare rurală). Bei der Parlamentswahl am 9. Dezember 2012 wurde er für die PSD zum Mitglied der Abgeordnetenkammer (Camera Deputaţilor) gewählt, der er bis zum 19. Dezember 2016 angehörte.
Am 4. Januar 2017 übernahm Petre Daea, der für seine Verdienste zum Ritter des Treudienst-Ordens (Ordinul Național „Serviciul Credincios“) ernannt wurde, im Kabinett Grindeanu den Posten als Minister für Landwirtschaft und ländliche Entwicklung (Ministru al agriculturii și dezvoltării rurale) und hatte diesen auch zwischen dem 29. Juni 2017 und dem 29. Januar 2018 auch im darauf folgenden Kabinett Tudose sowie vom 29. Januar 2018 bis zum 4. November 2019 im Kabinett Dăncilă inne. Als Ende 2018 über 50.000 Hektar der Agricost SA auf der Großen Brăila-Insel von der Al Dahra Agricultural Company aus den Vereinigten Arabischen Emiraten gekauft wurden, versuchten die Araber das Versprechen von ihm als Entwicklungsminister zu erhalten, dass die Konzession von Al Dahra bis 2032 um zehn Jahre bis 2042 zu verlängern, um die angekündigten Investitionen in Rumänien zu tätigen.
Nachdem er aus der PSD ausgetreten war, gehörte er zwischen September 2021 und Mai 2022 der Allianz für das Vaterland APP (Alianța pentru Patrie) an, trat im Mai 2022 dann aber wieder der PSD als Mitglied bei. Als Nachfolger von Adrian-Ionuț Chesnoiu übernahm er vom 25. November 2021 bis zum 15. Juni 2023 im Kabinett Ciucă noch einmal das Amt als Minister für Landwirtschaft und ländliche Entwicklung.

## Weblink
- Biografie Petre Daea. In: Homepage des Senats. Abgerufen am 12. Dezember 2024 (rumänisch).